# In Ha Mood
In Ha Mood è un singolo della rapper statunitense Ice Spice, pubblicato il 6 gennaio 2023 come terzo estratto dall'EP di debutto Like..?.

## Video musicale
Il video musicale, filmato a New York, è stato pubblicato il 28 gennaio 2023.

## Tracce
Testi e musiche di Isis Gaston e Ephrem Lopez.
1. In Ha Mood – 2:09

## Classifiche
| Classifica (2023) | Posizione massima |
| ----------------- | ----------------- |
| Canada            | 69                |
| Irlanda           | 66                |
| Regno Unito       | 58                |
| Stati Uniti       | 58                |